# Élections régionales de 1975 en Rhénanie-Palatinat
Les élections régionales de 1975 en Rhénanie-Palatinat (en allemand : Landtagswahl in Rheinland-Pfalz 1975) se tiennent le 9 mars 1975, afin d'élire les 100 députés de la 8e législature du Landtag pour un mandat de quatre ans.
Le scrutin est marqué par une nouvelle victoire de la CDU, qui confirme et renforce sa majorité absolue acquise en 1971. Le ministre-président Helmut Kohl est alors investi pour un troisième mandat.

## Contexte
Aux élections régionales du 21 mars 1971, la CDU du ministre-président Helmut Kohl, au pouvoir depuis 1969, confirme son statut de premier parti politique du Land en retrouvant la majorité absolue. Réunissant 49,9 % des suffrages exprimés, elle pourvoit 52 sièges sur les 100 du Landtag.
Le SPD de Wilhelm Dröscher réalise à l'époque son deuxième meilleur résultat régional et reste donc la deuxième force politique de l'assemblée, rassemblant 40,5 % des voix, soit 42 députés. Seul le FDP du ministre des Finances Hermann Eicher obtient une représentation parlementaire, puisqu'il totalise 5,9 % des voix et six députés.
Kohl est ensuite investi pour un deuxième mandat et forme un cabinet monocolore.
Le 11 octobre 1972, le Tribunal constitutionnel fédéral estime que les dispositions de la loi électorale de 1950 sont inconstitutionnelles car elles ne garantissent pas une réelle représentation proportionnelle aux partis ayant franchi le seuil des 5 %. Elle accorde au FDP six sièges (et non trois), en prenant deux au SPD et un à la CDU. Avant cet arrêt, le Landtag avait déjà procédé à une révision de la loi électorale : le nombre de circonscriptions plurinominales avait été réduit, l'écart de représentation entre les circonscriptions diminué, la méthode de répartition de Hare avait été abandonnée au profit de celle d'Hondt, et la proportionnalité de la répartition rétablie.

## Mode de scrutin
Le Landtag est constitué de 100 députés (en allemand : Mitglied des Landtags, MdL), élus pour une législature de quatre ans au suffrage universel direct et suivant le scrutin proportionnel d'Hondt.
Lors du scrutin, chaque électeur vote pour une liste de candidats présentée par un parti ou un groupe de citoyens dans sa circonscription, le Land en comptant un total de quatre dont la représentation varie entre 24 et 26 parlementaires.
Lors du dépouillement, l'intégralité des 100 sièges est répartie en fonction des voix attribuées aux partis, à condition qu'un parti ait remporté 5 % des voix au niveau du Land.

## Campagne

### Principales forces
| Parti | Parti                                                                              | Chef de file                     | Résultats de 1971          |
| ----- | ---------------------------------------------------------------------------------- | -------------------------------- | -------------------------- |
|       | Union chrétienne-démocrate d'Allemagne Christlich Demokratische Union Deutschlands | Helmut Kohl (Ministre-président) | 49,9 % des voix 52 députés |
|       | Parti social-démocrate d'Allemagne Sozialdemokratische Partei Deutschlands         | Wilhelm Dröscher                 | 40,5 % des voix 42 députés |
|       | Parti libéral-démocrate Freie Demokratische Partei                                 | Hans-Otto Scholl                 | 5,9 % des voix 6 députés   |

## Résultats

### Voix et sièges
| Parti                             | Parti                                        | Voix      | Voix  | Sièges  | Sièges        | Sièges | Sièges | Sièges |
| Parti                             | Parti                                        | Votes     | %     | Députés | +/-           |        |        |        |
| --------------------------------- | -------------------------------------------- | --------- | ----- | ------- | ------------- | ------ | ------ | ------ |
|                                   | Union chrétienne-démocrate d'Allemagne (CDU) | 1 143 360 | 53,92 | 55      | 3             |        |        |        |
|                                   | Parti social-démocrate d'Allemagne (SPD)     | 817 018   | 38,53 | 40      | 2             |        |        |        |
|                                   | Parti libéral-démocrate (FDP)                | 118 762   | 5,60  | 5       | 1             |        |        |        |
|                                   | Parti national-démocrate d'Allemagne (NPD)   | 22 942    | 1,08  | 0       | en stagnation |        |        |        |
|                                   | Parti communiste allemand (DKP)              | 11 101    | 0,52  | 0       | en stagnation |        |        |        |
|                                   | Autres                                       | 7 298     | 0,34  | 0       | en stagnation |        |        |        |
|                                   |                                              |           |       |         |               |        |        |        |
| Votes valides                     | Votes valides                                | 2 120 481 | 99,03 |         |               |        |        |        |
| Votes blancs et nuls              | Votes blancs et nuls                         | 20 663    | 0,97  |         |               |        |        |        |
| Total                             | Total                                        | 2 141 144 | 100   | 100     | en stagnation |        |        |        |
| Abstentions                       | Abstentions                                  | 507 192   | 19,15 |         |               |        |        |        |
| Nombre d'inscrits / participation | Nombre d'inscrits / participation            | 2 648 336 | 80,85 |         |               |        |        |        |